# Alaksandr Sulima
Alaksandr Sulima (biał. Аляксандр Суліма, ros. Александр Сулима, Aleksandr Sulima; ur. 1 sierpnia 1979) – białoruski piłkarz, grający na pozycji bramkarza, reprezentant Białorusi.
Grał w klubach: Nioman Grodno, Łada Togliatti, MTZ-RIPA Mińsk i Dynama Mińsk.